# Okręg wyborczy nr 87 do Sejmu Polskiej Rzeczypospolitej Ludowej (1989–1991)
Okręg wyborczy nr 87 do Sejmu Polskiej Rzeczypospolitej Ludowej (1989–1991) obejmował województwo sieradzkie. W ówczesnym kształcie został utworzony w 1989. Wybieranych było w nim 5 posłów w systemie większościowym.
Siedzibą okręgowej komisji wyborczej był Sieradz.

## Wybory parlamentarne 1989

### Mandat nr 336 –Polska Zjednoczona Partia Robotnicza
| Kandydat | I tura | I tura | II tura | II tura |
| Kandydat | Głosów | %      | Głosów  | %       |
| --- | ------ | ------ | ------- | ------- |
| Danuta Juzala                                                                                                  | 33 228 | 21,53  | 21 795  | 33,73   |
| Edmund Jagiełło                                                                                                | 28 096 | 18,20  | 34 690  | 53,69   |
| Juliusz Turski                                                                                                 | 21 935 | 14,21  | —       | —       |
| Liczba głosów ważnych: 154 341 (I tura) • 64 616 (II tura) Źródło: Państwowa Komisja Wyborcza I tura i II tura |        |        |         |         |

### Mandat nr 337 –Zjednoczone Stronnictwo Ludowe
| Kandydat | I tura | I tura | II tura | II tura |
| Kandydat | Głosów | %      | Głosów  | %       |
| --- | ------ | ------ | ------- | ------- |
| Wojciech Zarzycki                                                                                              | 29 503 | 19,34  | 33 853  | 52,78   |
| Zbigniew Rybiński                                                                                              | 24 484 | 16,05  | 22 887  | 35,68   |
| Zbigniew Pilarczyk                                                                                             | 24 102 | 15,80  | —       | —       |
| Liczba głosów ważnych: 152 534 (I tura) • 64 138 (II tura) Źródło: Państwowa Komisja Wyborcza I tura i II tura |        |        |         |         |

### Mandat nr 338 – bezpartyjny
| Kandydat                                                          | Głosów  | %     |
| ----------------------------------------------------------------- | ------- | ----- |
| Stanisław Strózik                                                 | 118 885 | 73,37 |
| Tadeusz Lewicki                                                   | 30 925  | 19,09 |
| Liczba głosów ważnych: 162 028 Źródło: Państwowa Komisja Wyborcza |         |       |

### Mandat nr 339 – bezpartyjny
| Kandydat                                                          | Głosów  | %     |
| ----------------------------------------------------------------- | ------- | ----- |
| Stanisław Cieśla                                                  | 112 672 | 71,86 |
| Tadeusz Mazurek                                                   | 18 975  | 12,10 |
| Tomasz Olejnik                                                    | 14 171  | 9,04  |
| Liczba głosów ważnych: 156 797 Źródło: Państwowa Komisja Wyborcza |         |       |

### Mandat nr 340 – bezpartyjny
| Kandydat                                                          | Głosów | %     |
| ----------------------------------------------------------------- | ------ | ----- |
| Henryk Michalak                                                   | 85 592 | 58,00 |
| Władysław Tomaszewski                                             | 19 032 | 12,90 |
| Jan Smętek                                                        | 18 899 | 12,81 |
| Henryk Frątczak                                                   | 10 201 | 6,91  |
| Liczba głosów ważnych: 147 573 Źródło: Państwowa Komisja Wyborcza |        |       |